# Іваномисль
Іва́номисль — село в Україні, у Камінь-Каширській громаді Камінь-Каширського району Волинської області. Населення становить 457 осіб.

## Географія
Через село проходить Залюдський канал.

## Населення
Згідно з переписом УРСР 1989 року чисельність наявного населення села становила 453 особи, з яких 216 чоловіків та 237 жінок.
За переписом населення України 2001 року в селі мешкало 456 осіб. 100 % населення вказало своєю рідною мовою українську мову.